# Hecalus tuberculatus
Hecalus tuberculatus är en insektsart som beskrevs av Dash och Chandrasekhara A. Viraktamath 1997. Hecalus tuberculatus ingår i släktet Hecalus och familjen dvärgstritar. Inga underarter finns listade i Catalogue of Life.